# Quissac (Lot)
Quissac település Franciaországban, Lot megyében. Lakosainak száma 106 fő (2022. január 1.). Quissac Blars, Caniac-du-Causse, Durbans, Espédaillac, Sénaillac-Lauzès és Cœur-de-Causse községekkel határos.

## Népesség
A település népességének változása:
| Lakosok száma | 115  | 95   | 87   | 119  | 115  | 113  | 112  | 109  | 108  | 106  |
|               | 1968 | 1982 | 1990 | 2006 | 2013 | 2015 | 2017 | 2019 | 2020 | 2022 |